# FK Bežanija Beograd
FK Bežanija (srpski Фудбалски клуб Бежанија) je nogometni klub iz Beograda, Republika Srbija. 
U sezoni 2017./18. igra u Prvoj ligi Srbije, drugom rangu nogometnog prvenstva Srbije.

## O klubu
Klub je osnovan 1921. godine u Bežaniji, danas dijelu Beograda i općine Novi Beograd, pod nazivom SOKO (također i kao Soko). Kasnije je ime promijenjeno u BSK (Bežanijski sportski klub). Tokom Drugog svjetskog rata klub igra u natjecanjima Nezavisne Države Hrvatske pod nazivom HŠK (Hrvatski Športski Klub). 
 
Po završetku rata, 1946. godine klub dobiva naziv Jedinstvo i postaje članom Novosadskog podsaveza i igra u Srijemskoj ligi do 1952. godine, kada prelazi u Beogradski podsavez. Početkom sezonr 1955./56., Jedinstvo mijenja naziv u Bežanija. Od 1965./66. do 1988./89. se uglavnom natječe u Drugoj ili Prvoj beogradskoj ligi, koju osvaja 1989. godine i ostvaruje plasman u Beogradsku zonu, a potom u više rangove natjecanja. 

U sezonama 2006./07. i 2007./08. Bežanija je član Superlige Srbije, a otad nastupa u Prvoj ligi Srbije. U sezoni 2007./08. klub je nastupao u Kupu UEFA. 

## Uspjesi

### FNRJ / SFRJ
Prva Beogradska liga
- prvak: 1988./89.

### SRJ / SiCG
Prva liga Srbije (Druga liga SiCG)
- prvak: 2005./06.

## Poveznice
- službene stranice
- srbijasport.net, FK Bežanija, profil kluba